# کریمورا (ویرجینیا)
کریمورا (به انگلیسی: Crimora) یک منطقهٔ مسکونی در ایالات متحده آمریکا است که در شهرستان آگاستا، ویرجینیا واقع شده‌است. کریمورا ۸٫۰ کیلومتر مربع مساحت و ۲٬۲۰۹ نفر جمعیت دارد و ۳۸۲ متر بالاتر از سطح دریا واقع شده‌است.